# Beckenberg

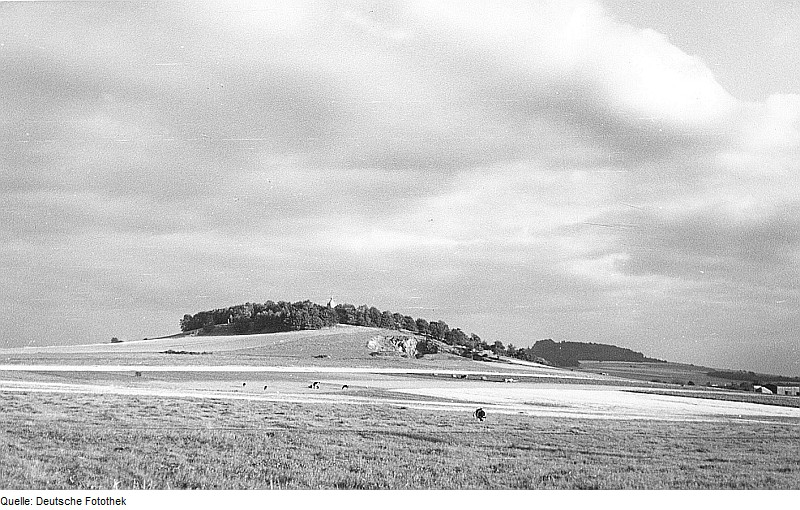
Blick zum Beckenberg (1965)

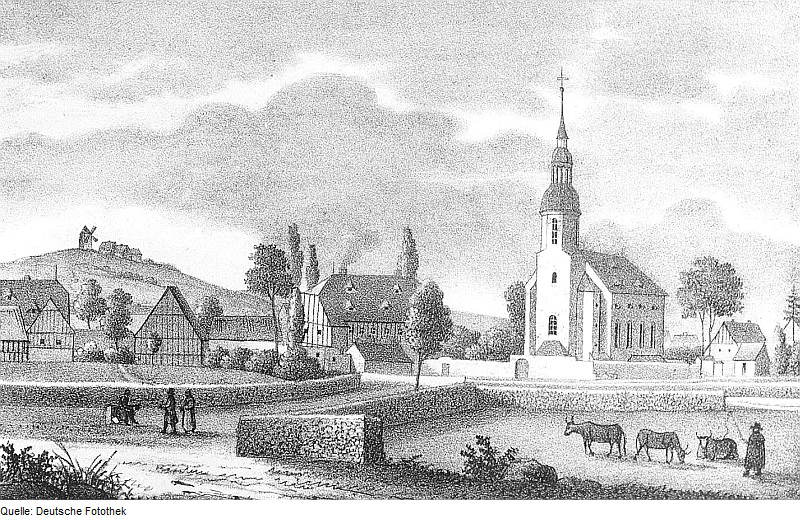
Ortsansicht von Eibau mit Windmühle auf dem Beckenberg (links)

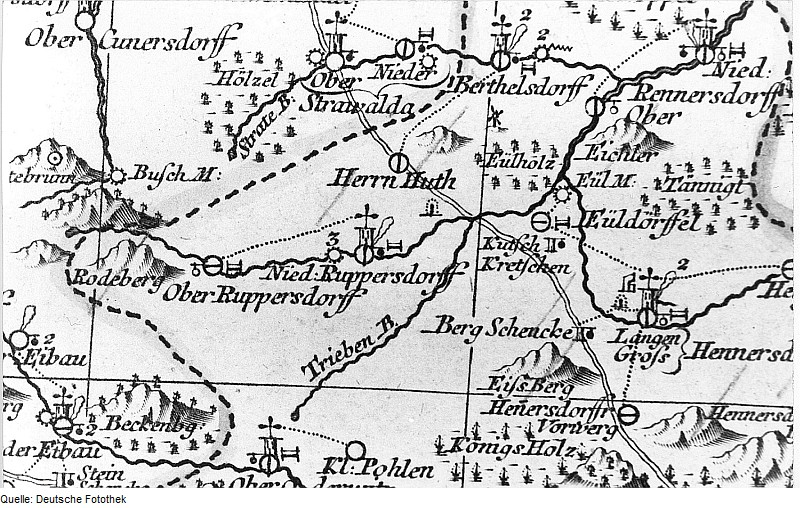
Beckenberg auf einer Karte aus dem Jahr 1759

Der Beckenberg nördlich von Eibau im südlichen Landkreis Görlitz ist ein Berg der Östlichen Oberlausitz mit einer Höhe von 408,8 m ü. NN, der nach drei Seiten markant abfällt. Der Berg erhielt seinen Namen wahrscheinlich auf Grund seiner geografischen Lage isoliert etwa 50 Meter über der Talsohle des südlich gelegenen Eibauer Talbeckens des Landwassers. Weitere niedrigere Kuppen aus Nephelinbasanit liegen durch schmale Sättel getrennt in südöstlicher Richtung.

## Naturräumliche Zuordnung
Der Beckenberg wird in der naturräumlichen Gliederung Sachsens innerhalb der Makrogeochore Östliche Oberlausitz (11) und der Mesogeochore Neugersdorfer Lössrücken (11006) zur Mikrogeochore Neugersdorfer Flachrückengebiet gezählt.

## Geologie
Tertiäre Tuffe lassen sich am Nordhang unter der Randzone der Leutersdorfer Basaltdecke, zu welcher der Beckenberg gehört, finden. Daher weist auch der Ackerboden eine auffallende rötliche bis hellviolette Färbung durch das Verwitterungsmaterial auf. Des Weiteren wird das Grundwasser durch das Gestein oberflächennah gestaut, weshalb nur  umfangreiche Drainagen, auch an dem geneigten Mittelhang, eine landwirtschaftliche Bewirtschaftung zulassen. Die von Seidenberger Granodiorit unterlagerten tertiären Tuffe scheinen mit dem Vorkommen an der Höhe 376,6 Meter in Verbindung zu stehen, das in unmittelbarer Nähe liegt, wo die Flurgrenzen von Eibau, Ruppersdorf und Oberoderwitz zusammenstoßen. Aufgeschlossen liegt der Basanit am Westhang in einem ehemaligen Steinbruch vor.
Der 384,6 Meter hohe, ein Kilometer in südöstlicher Richtung gelegene Kühnelsberg wurde nach dem in Oderwitz ansässigen Bauern Christian Kühnel benannt, der 1717 seinen Besitz verkaufte und aufteilte. Der an seiner Kuppe befindliche ehemalige Steinbruch, der senkrechte Säulen zeigt, wurde bereits 1935 aufgelassen und ist inzwischen vollständig mit Gehölz zugewachsen.

## Geschichte
Ausgehend von der geringen Mahlkapazität der Wassermühlen im Ort Eibau gestattete der Stadtrat in Zittau die Aufstellung einer Windmühle auf der Erhebung, die bis ins 19. Jahrhundert noch Becker- oder auch Bäckerberg genannt wurde. Im Jahr 1759 wurde die Mühle zusammen mit einem Wohnhaus und einer Scheune errichtet. Von 1759 bis 1900 wurde die Windmühle betrieben. Neben der Windmühle auf dem Beckenberg standen zwei weitere Windmühlen auf Eibauer Flur, die zwei Kilometer nördlich gelegene Röthemühle und eine weitere Windmühle südlich des Beckenberges.
Nach der Gründung der Landbrauerei Eibau im Jahr 1810 durch die brauberechtigte Bürgerschaft der Stadt Zittau, wurde das zum Brauprozess benötigte frische Quellwasser unter anderem durch eine hölzerne Rohrwasserleitung vom Beckenberg herangeführt. Der Müller vom Beckenberg erhielt daher als Gegenleistung die damals schwer zu erhaltende Konzession zum Bierausschank.

## Baude und ehemaliges Heimatmuseum
Im Jahr 1905 wurde der Berggasthof „Beckenbergbaude“ errichtet, der als Gaststätte (bis heute) und Ferienheim sowie als Kinderferienlager des VEB Bekleidungswerke Neugersdorf zu DDR-Zeiten genutzt wurde. Die unmittelbar daneben stehende Scheune der ehemaligen Mühle baute die Gemeinde zum Heimatmuseum um und erweiterte sie 1953/54 durch einen Ausstellungsraum. Das Heimat- und Humboldtmuseum Eibau, welches zwischen 1864 und 1945 durch die Sammeltätigkeit des Humboldtvereins von Alteibau – eines naturwissenschaftlich orientierten Heimatvereins – entstand, zeigte bis April 2012 neben der Ausstellung zur Ortsgeschichte von Eibau eine Naturaliensammlung (z. B. zur Geologie, Fauna) sowie Kuriositäten, Raritäten und zwei bewegliche Weihnachtskrippen mit 80 böhmischen Krippenfiguren. Das Museum zog in den Faktorenhof an der B 96 direkt in der Ortslage Eibau, wo es am Reformationstag 2012 im Rahmen einer Festveranstaltung im Beisein des Landrats Lange seine Wiedereröffnung hatte.
Eine Straße führt ausgehend von der Ortslage Eibau von der B 96 bis auf den Gipfel des Berges.